# Tsuna Iwami
Tsuna Iwami (Baikyoku V, * 21. März 1923 in Tokio; † August 2012) war ein in Südamerika lebender japanischer Komponist und Shakuhachispieler.
Der Sohn der Musikprofessorin und Kotospielerin Tomii Iwami erlernte ab dem Alter von sieben Jahren das Shakuhachispiel im traditionellen Stil der Kinko-Schule. Er erlangte den Rang eines Meisters auf diesem Instrument, und 1941 wurde ihm vom Meister Araki Kodo IV der Künstlername Iwami Baikyoku V verliehen.
Daneben studierte er Komposition bei Kishio Hirao und absolvierte an der Universität von Kyoto ein Studium als Chemieingenieur. 1956 wanderte die Familie nach Brasilien aus. Hier trat Iwami als Shakuhachispieler mit Musikern wie Tomoi Inoki, Yuko Ogura, Gakkyo Yumoto und Utahito Kitahara auf und organisierte Konzerte u. a. im Städtischen Theater von São Paulo.
Regelmäßig besuchte er Japan anlässlich der Verleihung der Meistertitel der Kinko-Schule für Shakuhachispieler. 1970 nahm er dort eine Rundfunksendung über die Geschichte der Shakuhachimusik auf. In Brasilien hatte er mehrere Schüler. Neben den drei Japanern Baiō Natori, Júlio Kobayashi und Máximo Hamada waren das u. a. Carlos Raigorodsky, Antônio Mauro Rodrigues Roque, Dale Olsen, Danilo Tomic und José Vicente Ribeiro. 1989 wurde er Präsident der Associação Brasileira de Música Clássica Japonesa, des Verbandes der Shakuhachi- und Kotoschulen in São Paulo.